# Jaromír Kocourek
Jaromír Kocourek (25. února 1899 – ) byl český meziválečný fotbalista, útočník.

## Fotbalová kariéra
V československé lize hrál v letech 1925-1926 za Nuselský SK. Nastoupil ve 30 ligových utkáních a dal 19 gólů.

## Ligová bilance
| Ročník                        | Zápasy | Góly | Klub        |
| ----------------------------- | ------ | ---- | ----------- |
| Asociační liga 1925           | 9      | 5    | Nuselský SK |
| Středočeská 1. liga 1925/1926 | 21     | 14   | Nuselský SK |
| CELKEM                        | 30     | 19   |             |